# Wilhelm-Marx-Haus

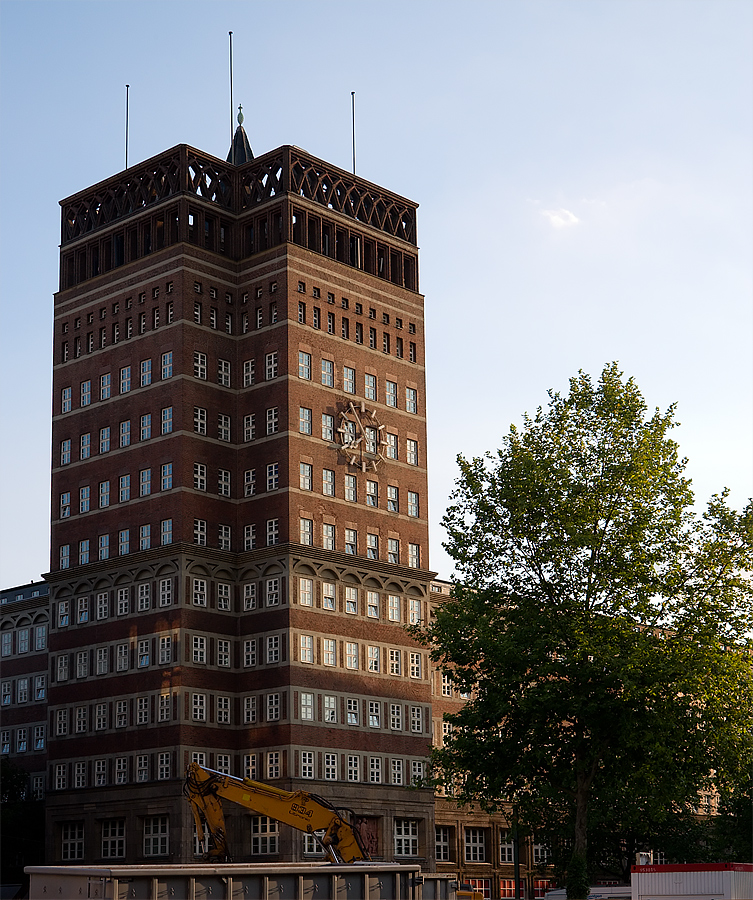
Das Wilhelm-Marx-Haus mit der markanten Krone und Turmuhr, 2005

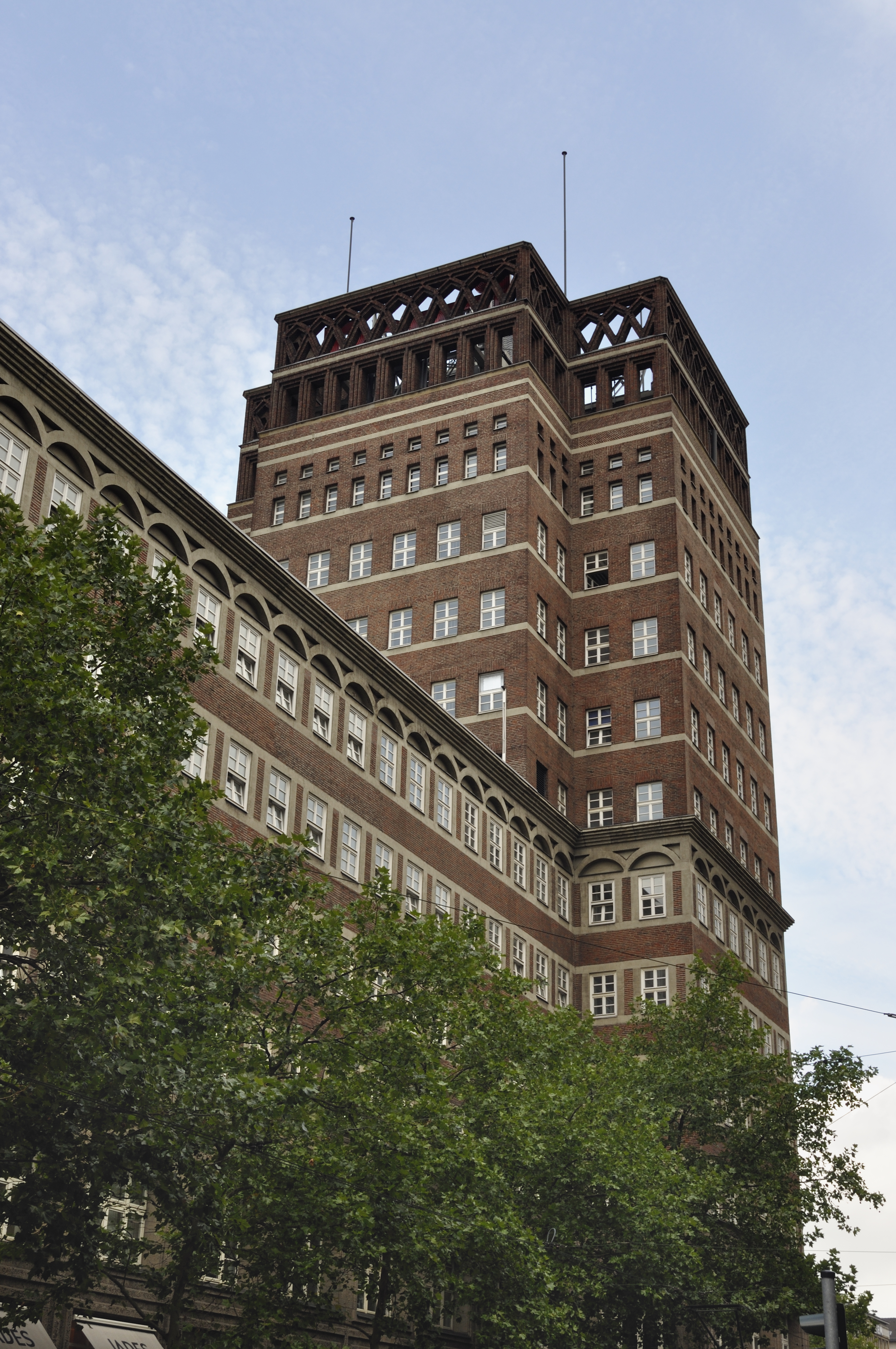
Das Wilhelm-Marx-Haus im Jahr 2010

Das Wilhelm-Marx-Haus ist ein Büro- und Geschäftshaus in der Düsseldorfer Stadtmitte. Es liegt an der Heinrich-Heine-Allee, der früheren Alleestraße bzw. dem Hindenburgwall, und wurde auf dem Alleeplatz, dem südlichen Ende der Allee vor der Grabenstraße, ab 1922 gebaut. Das Gebäude war bei seiner Fertigstellung im Jahr 1924 mit 57 Metern Höhe und zwölf oberirdischen Geschossen zusammen mit dem Industriehaus Düsseldorf eines der ersten Hochhäuser in Düsseldorf und eines der frühesten in Deutschland. Es steht seit 1984 unter Denkmalschutz. Bis zur Vollendung des Hansahochhauses in Köln im Jahre 1925, welches das Düsseldorfer Bürohaus noch um vier Etagen überragt, war das Wilhelm-Marx-Haus laut zeitgenössischer Presse sogar „das höchste Eisenbetongebäude in Europa“.

## Planung
Ab Anfang der 1920er Jahre beschäftigte man sich in ganz Deutschland mit der Frage, ob Hochhäuser hier benötigt werden und ob man dem Trend der US-amerikanischen Großstädte folgen solle. Auch in Düsseldorf wollte man Hochhausbauten als ein Zeichen von Fortschritt und wirtschaftlichem Aufschwung schaffen und damit verhindern, dass Firmen in andere Städte abwanderten. Daher wurde unter Leitung von Bürgermeister Carl Christian Schmid 1921 die Bürohausgesellschaft gegründet, welche die Entwicklung von Bürohäusern und anderen Projekten an städtebaulich bedeutenden Standorten der Stadt vorantreiben sollte. Der erste Auftrag der Gesellschaft war das siebengeschossige Industriehaus am Wehrhahn, das nach dem damals geltenden Baurecht bereits als erstes Hochhaus zählte – als Hochhäuser galten alle geschäftlich genutzten Gebäude mit mehr als sechs Vollgeschossen.
Im Herbst 1921 wurde zusammen mit der Stadtverwaltung ein Wettbewerb für ein „Bürohaus am Alleeplatz“ ausgelobt. Aufgabenstellung war die Schaffung eines architektonischen Abschlusses des Hindenburgwalls und der Markierung einer Schnittstelle der Stadtgebiete Altstadt, Carlstadt und des Bankenviertels. Der Alleeplatz galt nach zeitgenössischen Berichten als eine der verkehrsreichsten Stellen in Düsseldorf und der Bauplatz hatte eine nicht zu unterschätzende städtebauliche Bedeutung. Das neue Gebäude sollte diese Stellung unterstreichen.
Den 1. Preis im Wettbewerb bekam der Entwurf des Architekten Wilhelm Kreis, damals Professor an der Düsseldorfer Kunstakademie, der auch für andere Bauten in Düsseldorf und der Region verantwortlich zeichnet. Nach Meinung der Jury wurde die städtische Topografie durch seinen Grundriss mit zwei sich kreuzenden Rechtecken am konsequentesten berücksichtigt. Weitere Entwürfe waren „Der rote Turm“ von Fritz Becker mit einem 21-geschossigen Turmbau oder „Das Haus der goldenen Kugeln“ von Arno Breker und Heinrich Bähr, die jeweils die Bebauung des gesamten Grundstücks und einen Turmbau quer zum Hindenburgwall vorsahen.

## Konstruktion

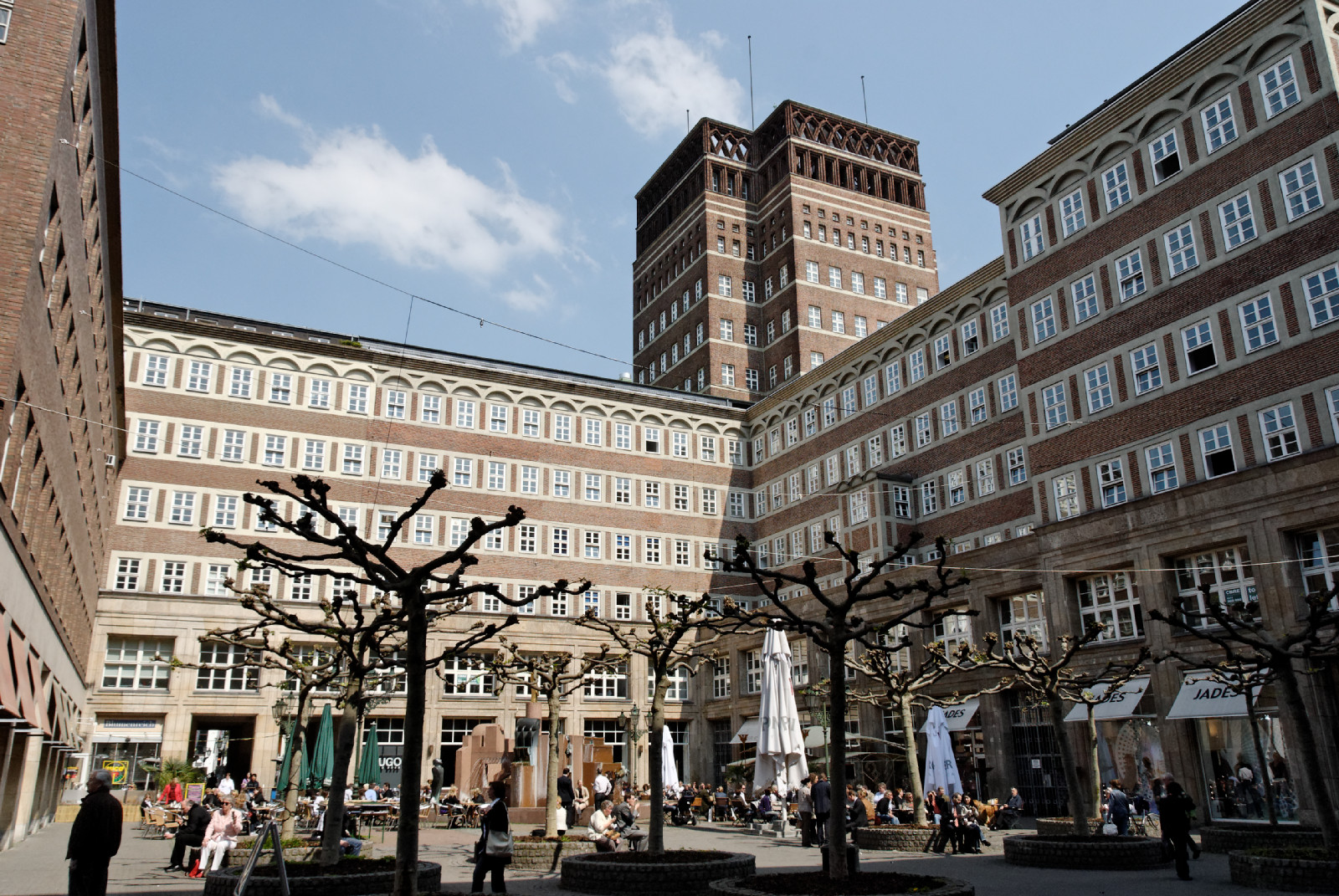
Ansicht von Südwesten, mit Stadtbrückchen, April 2009

Mit dem Bau des Gebäudes wurde im Mai 1922 begonnen; im Sommer 1924 wurde es bezogen. Es besteht aus einem zwölfgeschossigen Hochbau sowie aus zwei sechsgeschossigen Seitenflügeln, deren rechteckige Grundrisse sich kreuzen und damit den Grundriss des Turmbaus bilden. Die Stahlbeton-Konstruktion ist bis an die Fensterbänke des zweiten Obergeschosses mit Muschelkalk verkleidet, die weiteren Etagen sind mit den für diese Zeit typischen roten Ziegeln verkleidet. Bis zur Höhe der Seitenflügel sind die Fenster außerdem mit Werkstein (Dolomit) eingefasst und haben durchlaufende Fenstersimse. Das ganze Gebäude ist von Kolonnaden umgeben, die allerdings nur im Bereich des Hochbaus offen sind – die anderen Flächen sind verglast, um als Schaufenster dienen zu können. Die beiden oberen Geschosse des Turmbaus haben eine geringere Höhe und kleinere Fenster. Im Zeltdach der Turmspitze war ursprünglich ein von der Straße nicht direkt sichtbarer Wasserbehälter zum Brandschutz verborgen. Dafür sorgte die Balustrade mit einer zweigeschossigen Maßwerkgalerie aus Backstein, die aus sich überlagernden Spitzbögen gestaltet wurde.
Die Ausstattung des Gebäudes mit Warmwasserheizung und Warmwasserversorgung in allen Geschossen sowie einem aufwendigen Entlüftungssystem war für die damalige Zeit wegweisend. Im Gebäude waren außerdem ein Paternosteraufzug, ein herkömmlicher Personenaufzug sowie zwei Lastenaufzüge installiert.
Ungewöhnliche Dimensionen zeigen auch die Mengen der verwendeten Baumaterialien: 7.200 m³ Kies, 430.000 kg Eisen und Stahl, 34.200 Zementsäcke, 540 m³ Haustein und 350.000 Ziegelsteine. Das gesamte Baumaterial hätte 2.000 Waggons eines 27 km langen Zuges füllen können.

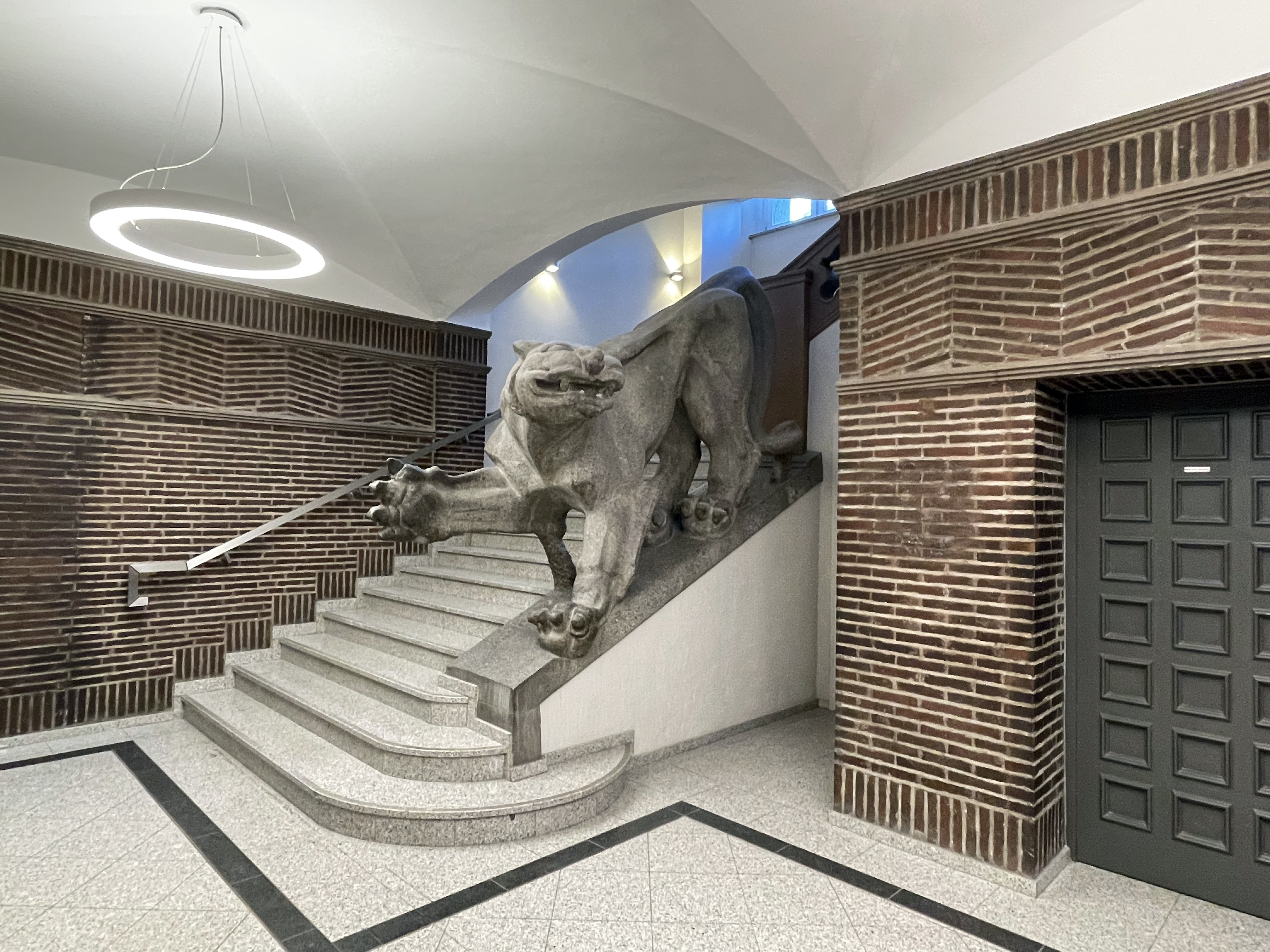
Eingangshalle mit der Tigerskulptur von Carl Moritz Schreiner

Bei den Luftangriffen des Zweiten Weltkriegs wurde das Gebäude im Juni 1943 in den obersten Geschossen stark beschädigt, konnte aber nach Kriegsende wieder genutzt werden. Von der ursprünglichen Ausstattung ist außer der Eingangshalle mit der Tigerskulptur von Carl Moritz Schreiner und dem Haupttreppenhaus nichts erhalten.
Von 1982 bis 1984 wurde ein Seitenflügel im Rahmen des U-Bahn-Baus in Richtung Kasernenstraße im alten Stil fassaden- und profilgleich verlängert, wodurch hinter dem Gebäude ein großer Innenhof entstand. Die Erweiterung wurde von den Architekturbüros Hentrich, Petschnigg & Partner (HPP) und Rhode, Kellermann, Wawrosky und Partner (RKW) durchgeführt. Ebenso wurde unter dem Gebäude gemeinsam mit dem benachbarten Carsch-Haus eine Tiefgarage eingerichtet. Im Zuge dieser Baumaßnahmen wurde auch das benachbarte Carsch-Haus um 27 Meter versetzt, um Platz für den U-Bahnhof „Heinrich-Heine-Allee“ zu schaffen. Da die vierspurige Streckenführung der U-Bahn direkt unter dem Gebäude verläuft, musste es mit einer Bohrpfahlwand aus über 500 Betonpfeilern gestützt werden. Ein Grund für diese umfangreichen Stabilisierungsmaßnahmen war auch der Untergrund, der zum Teil aus einem alten Festungswall und einem Festungsgraben besteht. Dieser hatte schon bei der Errichtung 1922 mehrfach für unerwartete Wassereinbrüche gesorgt und eine 1 Meter dicke Betonplatte nötig gemacht.

## Rezeption
„Das Wilhelm-Marx-Haus in Düsseldorf, das Hochhaus auf dem Hansaring in Köln, zwei Wolkenkratzer riesigen Formats, sie stehen als Wahrzeichen ihres Jahrhunderts weithin sichtbar und fügen sich doch dem älteren Stadtbild so völlig ein, wie etwa die verschiedenen Bauperioden des Heidelberger Schlosses zu einem Ganzen geworden sind und werden konnten, weil jede in ihrer Art echt war.“

## Eigentümer
Im Jahr 1988 wurde das bis dahin von der Stadt getragene Wilhelm-Marx-Haus nach einem Beschluss des Stadtrates aus finanziellen Gründen für 58 Millionen DM an die französische Gruppe „Pierre Premier“ in Paris verkauft. Der neue Eigner unterzog das Gebäude 1991/1992 noch einmal einer Grundsanierung.
Im Jahr 2001 bekam das Gebäude wieder einen deutschen Eigentümer – die zur DekaBank Deutsche Girozentrale und damit zur Sparkassengruppe gehörende Düsseldorfer WestInvest, die seitdem das Gebäude betreibt und verwaltet. Das Gebäude ist Bestandteil des offenen Immobilienfonds „WestInvest InterSelect“.

## Namensgebung
Als Namenspate fungierte der ehemalige Düsseldorfer Oberbürgermeister Wilhelm Marx (nicht zu verwechseln mit dem Reichskanzler gleichen Namens), der zu Beginn des 20. Jahrhunderts den Grundstein für die Modernisierung der Stadt legte. Das Gebäude wurde im Jahr seines Todes eröffnet.

## Nutzung

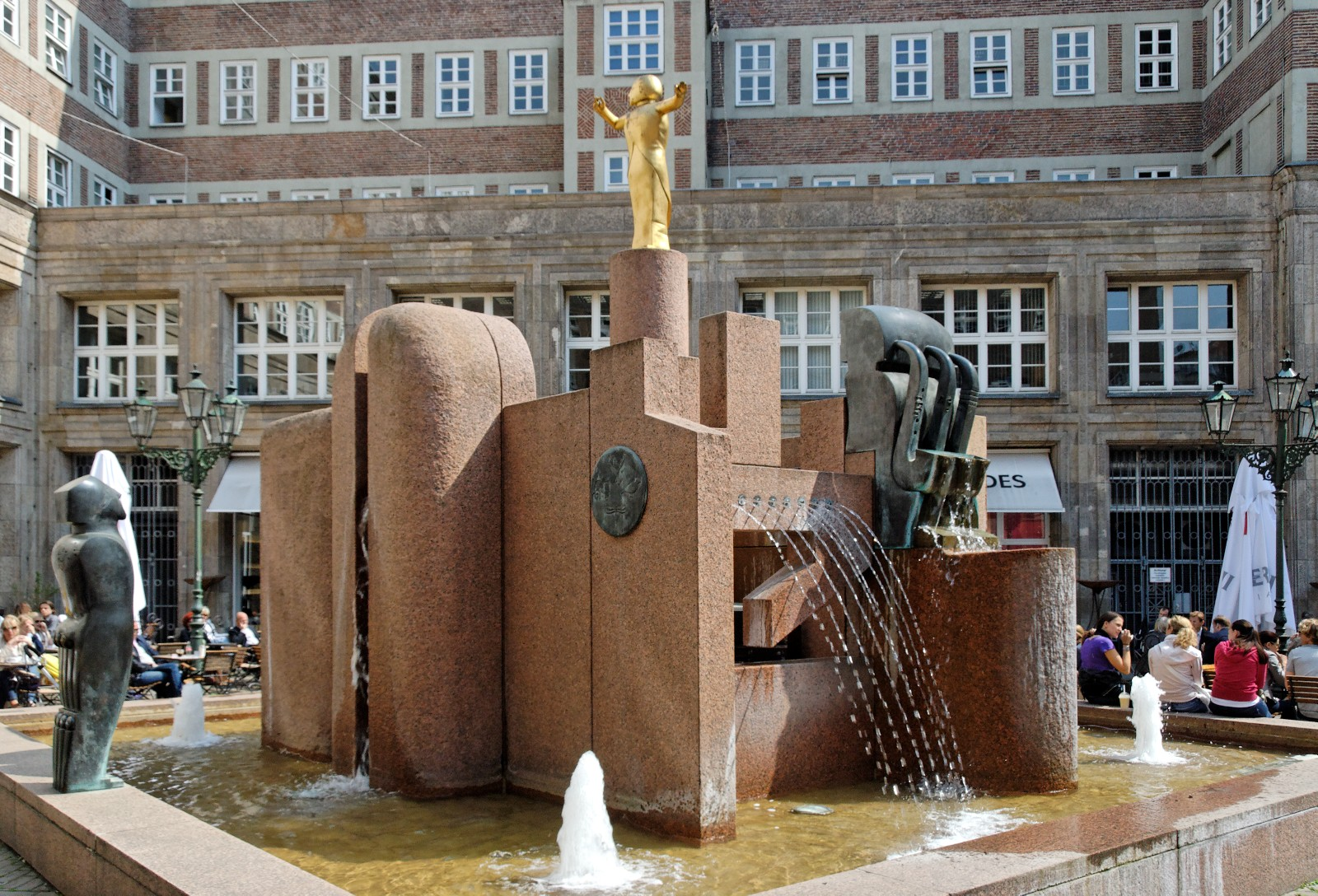
Musikbrunnen, Joachim Schmettau, 1986

Das Wilhelm-Marx-Haus bietet im Erdgeschoss 1079 m² Einzelhandelsfläche, die wegen der Lage und Bekanntheit des Gebäudes von mehreren namhaften Marken genutzt wird. In den zwölf Obergeschossen stehen 8620 m² Bürofläche zur Verfügung, die im Wesentlichen von einer Bank genutzt werden. Außerdem befindet sich im Gebäude auch das zum Forum Freies Theater gehörende „JuTA“ (Junges Theater in der Altstadt) mit einer kleinen Bühne.
Ursprünglich beherbergte das Gebäude unter anderem die Düsseldorfer Börse, die dort mit zwei Börsensälen ein Brennpunkt des wirtschaftlichen Geschehens war. Der größere der beiden Säle wurde vom symbolistischen Maler Jan Thorn Prikker gestaltet. Als am 12. Juni 1943 die Börsenräume des Wilhelm-Marx-Hauses zerstört wurden, kam der Börsenbetrieb zum Erliegen. Nach umfangreichen Bauarbeiten wurde das Wilhelm-Marx-Haus am 17. April 1951 im Rahmen einer Feierstunde wieder für Börsengeschäfte geöffnet. Nach dem Umzug der Börse in den Neubau nahe der Berliner Allee im Jahr 1957 ist von den Sälen nichts mehr bestehen geblieben. Zudem wurde im Januar 1949 die Ersatzzentrale der Deutschen Industriebank (später IKB Deutsche Industriebank) aus Hamburg-Harburg in das Wilhelm-Marx-Haus verlegt, welche 1952/1953 in ihr neuerrichtetes Domizil an der Karl-Theodor-Straße zog. In den späten 1960er Jahren beherbergte das Gebäude diverse Ämter der Stadt Düsseldorf (Sozial- und Jugendamt). Auch die Dr. Carl Hahn KG für Hygiene und Kosmetik war lange Zeit ein Mieter im Wilhelm-Marx-Haus.

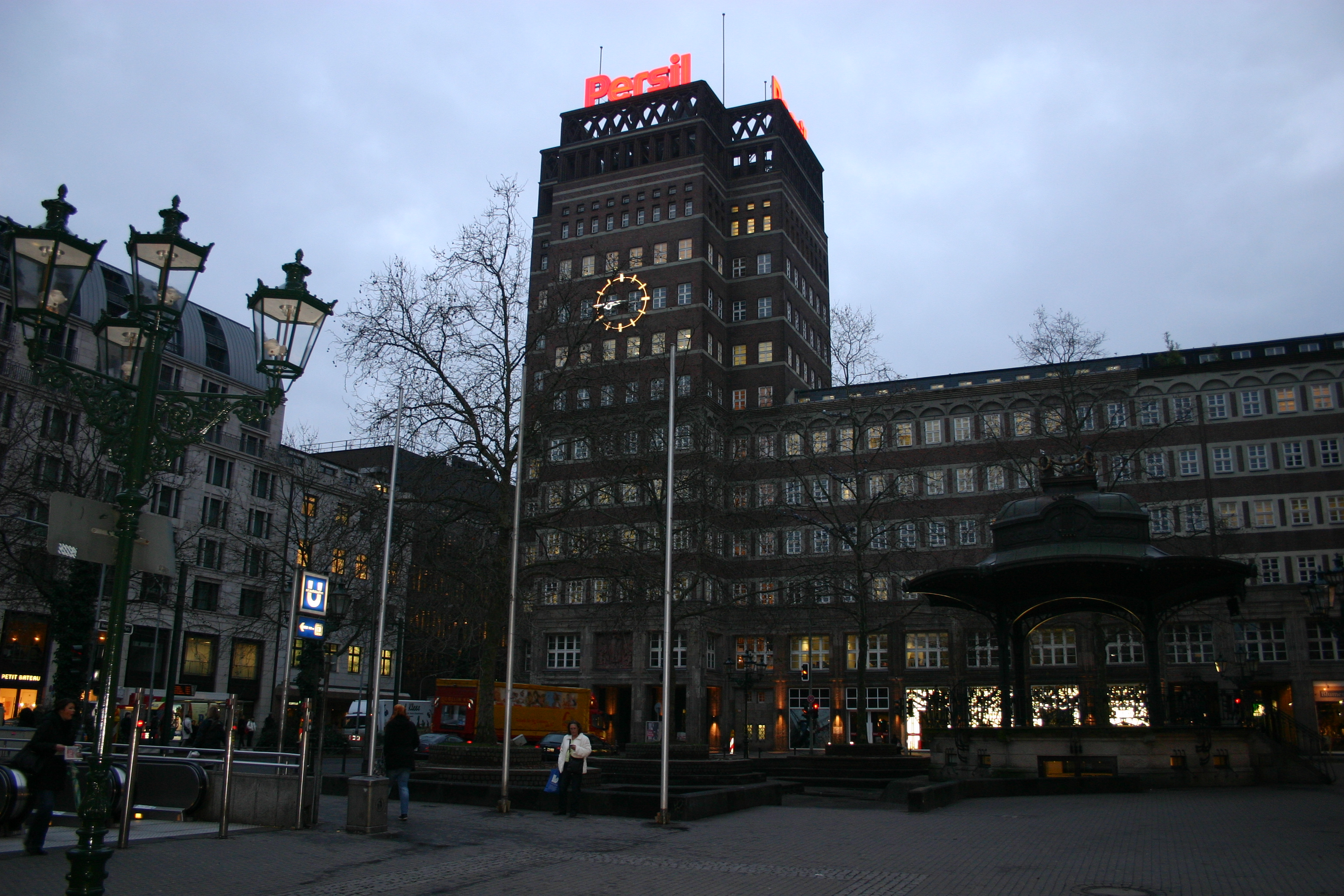
Ansicht mit Leuchtreklame

Auf der Turmspitze bzw. an der Maßwerkgalerie befand sich während mehr als 50 Jahren eine Leuchtreklame für das Waschmittel „Persil“ des in Düsseldorf ansässigen Henkel-Konzerns. Im Oktober und November 2009 wurde der alte, defekte Schriftzug demontiert und durch vier animierte rote Persil-Logos ersetzt. Diese Leuchtreklame wird durch eine raffinierte Technik unterstützt. Die Buchstaben sind von einer Art Hebebühne tagsüber hinter die Backsteinbalustrade abgesenkt. Bei Dunkelheit fährt die Bühne hoch und zeigt die Persil-Schriftzüge über allen vier Hausfronten.
Die Galerie konnte von Besuchern mit dem Paternosteraufzug erreicht werden und diente lange als Aussichtspunkt, der einen Blick über die gesamte Stadt erlaubte.
Im öffentlich zugänglichen Innenhof des Wilhelm-Marx-Hauses haben sich rund um den Musikbrunnen mehrere Cafés angesiedelt. Zur Weihnachtszeit befindet sich im Innenhof ein Weihnachtsmarkt, genannt „Sternchenmarkt am Stadtbrückchen“.

## Musiktempel

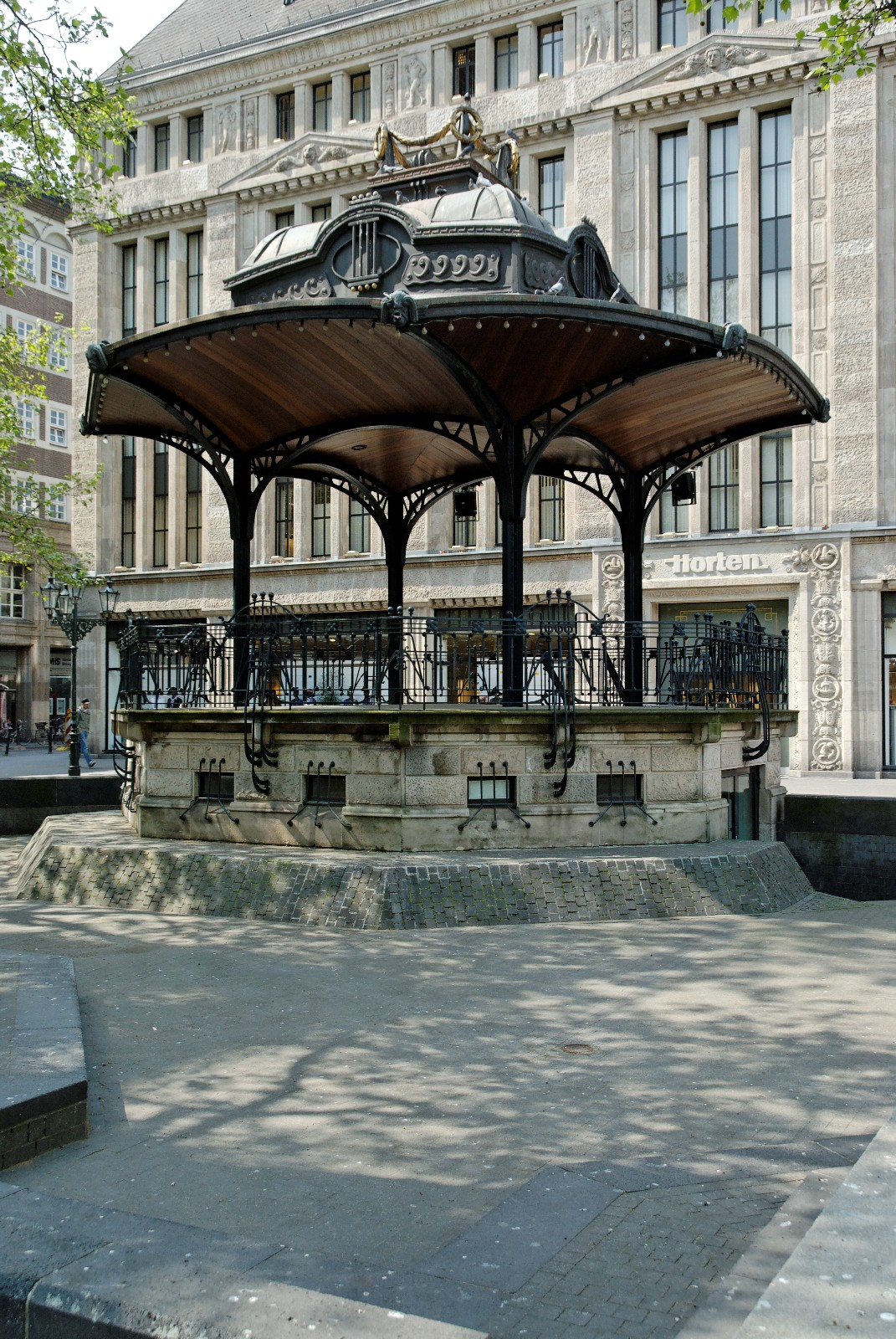
Ehemaliger Musikpavillon (2008)

Seit dem 17. August 1984 befand sich gegenüber dem Wilhelm-Marx-Haus vor dem Haupteingang des Carsch-Hauses die werkgetreue Rekonstruktion des Musiktempels, der seinerzeit dem Bau des Wilhelm-Marx-Hauses hatte weichen müssen. Der Nachbau des Pavillons wurde vom Schmiedemeister Hans Sauer aus Kaarst-Büttgen aus 15 Tonnen Stahl geschaffen. Das zwei Tonnen schwere Kupferdach ist mit zwei Kilogramm Blattgold verziert.
Die genaue Herkunft des ursprünglichen Musiktempels ist nicht bekannt. Es wird aber vermutet, dass dieser für die Industrie- und Gewerbeausstellung 1902 geschaffen wurde – während der Amtszeit des Oberbürgermeisters Wilhelm Marx. Im Jahr 1906 soll der Tempel auf Veranlassung von Robert Visser, dem damaligen Direktor des Verkehrsvereins, in die Altstadt versetzt worden sein. Der Musiktempel war ein beliebter Treffpunkt nach dem sonntäglichen Kirchgang. Im Jahr 2022 wurde der Musiktempel wegen einer Umgestaltung des Platzes abgebaut und eingelagert. Ein neuer Standort war noch nicht gefunden.

### Wilhelm-Marx-Haus
- Robert Meyer: Wettbewerb für Entwürfe zu einem Bureauhaus in Düsseldorf. In: Zentralblatt der Bauverwaltung. Nr. 81, 1921, S. 498–501 (zlb.de).
- Paul Ernst Wentz: Architekturführer Düsseldorf. Droste, Düsseldorf 1975, ISBN 3-7700-0408-6, Objektnr. 4.
- Jürgen Wiener (Hrsg.): Die GeSoLei und die Düsseldorfer Architektur der 20er Jahre. J. P. Bachem, Köln 2001, ISBN 3-7616-1445-4.
- Roland Kanz, Jürgen Wiener (Hrsg.): Architekturführer Düsseldorf. Dietrich Reimer, Berlin 2001, ISBN 3-496-01232-3.

### Musiktempel
- Theo Lücker: Düsseldorf – rund um die Karlstadt. Verlag der Goethe-Buchhandlung, Düsseldorf 1990, ISBN 3-924331-21-9.